# Vadzim Dzeviatouski
Pour les articles homonymes, voir Vadim.
Vadzim Dzevyatouski (en biélorusse Вадзім Анатолевіч Дзевятоўскі), né le 20 mars 1977 à Navapolatsk, est un athlète biélorusse spécialiste du lancer du marteau.

## Carrière
À la suite d'un contrôle positif en 2000, une suspension de deux ans lui est infligée. Il revient à la compétition en 2002 et arrivé régulièrement en finale des grands championnats européens et mondiaux. Il est notamment médaillé d'argent lors des Championnats du monde 2005. Lors des Jeux de Pékin, il prend la médaille d'argent du concours, mais en septembre 2008, l'agence de presse russe Allsport révèle qu'il a été contrôlé positif à la testostérone à cette occasion, tout comme son compatriote Ivan Tsikhan, qui avait lui terminé troisième. La récidive étant confirmée, Dzevyatouski écope d'une suspension à vie.
Son frère aîné Oleg est aussi athlète de haut niveau en ski nautique.

## Palmarès

### Jeux olympiques d'été
- Jeux olympiques de 2004 à Athènes ( Grèce)
  -  Médaille de bronze au lancer du marteau avec un jet à 78,82 m (après disqualification de Ivan Tsikhan).
- Jeux olympiques de 2008 à Pékin ( Chine)
  -  Médaille d'argent au lancer du marteau avec un jet à 81,61 m

### Championnats du monde d'athlétisme
- Championnats du monde 2003 à Paris ( France)
  - 7e au lancer du marteau.
- Championnats du monde 2005 à Helsinki ( Finlande)
  -  Médaille d'or au lancer du marteau avec un jet à 82.60 m après disqualification pour dopage d'Ivan Tsikhan[2]
- Championnats du monde 2007 à Osaka ( Japon)
  - 4e au lancer du marteau avec un jet à 81,57 m.

### Championnats d'Europe d'athlétisme
- Championnats d'Europe 2006 à Göteborg ( Suède)
  -  Médaille d'argent au lancer du marteau avec un jet à 80.76 m

### Divers
- Vice-champion du monde juniors en 1996 à Sydney (Australie).